# Gleirscher Rosskogel
Le Gleirscher Rosskogel est une montagne qui s’élève à 2 994 m d’altitude dans les Alpes de Stubai, en Autriche.